# Ova you
Ova you is een lied van de Nederlandse rappers Frenna en Jonna Fraser. Het werd in 2021 als single uitgebracht en stond in hetzelfde jaar als dertiende track op het album Championships, uitgebracht door de twee artiesten samen.

## Achtergrond
Ova you is geschreven door Dyvancho Wever, Joey Moehamadsaleh, Joshua Osei Asare, Rafael Maijnard, Francis Junior Edusei en Jonathan Jeffrey Grando en geproduceerd door Churchbwoy, Jordan Wayne en Vanno. Het is een nummer uit het genre nederhop. Het lied gaat over een beëindigde relatie waar de liedverteller niet over treurt. Het is de eerste single van het gezamenlijke project van de twee artiesten waar het album Championships het resultaat van was. Ook voor Ova you werkten de artiesten al meermaals samen, op onder meer My love, Ik kom bij je, Architect, Louboutin, Dior money en Mamacita. De bijbehorende videoclip werd opgenomen in Kroatië.

## Hitnoteringen
De artiesten hadden verschillend succes met het lied in Nederland. Het piekte op de negentiende plaats van de Single Top 100 en stond vijf weken in deze hitlijst. De Top 40 werd niet bereikt; het lied bleef steken op de zeventiende plaats van de Tipparade.